# Bradford Anderson
Bradford William Anderson (Meredith, 21 settembre 1979) è un attore statunitense.
È noto soprattutto per il ruolo di Damian Spinelli nella soap opera General Hospital.

## Biografia e Carriera
Bradford Anderson nasce a Meredith, nel New Hampshire, il 21 settembre 1979 da Bill Anderson e Noni Smith, e ha una sorella minore chiamata Jennifer. Inizia la sua carriera da attore nel 2003 partecipando ad un episodio della serie televisiva Ed. La svolta nella sua carriera arriva nel 2006 quando entra a far parte del cast della soap opera General Hospital nel ruolo di Damian Spinelli. Interpreta lo stesso ruolo nel 2007 nello spin-off della soap opera, General Hospital: Night Shift. Nel corso della sua carriera appare in diverse serie tv come Veronica Mars, A proposito di Brian, NCIS - Unità anticrimine, Perception, NCIS: Los Angeles, Castle, Minority Report e Homeland - Caccia alla spia.

### Vita privata
Anderson sposa Kiera Mickiewicz il 10 aprile 2010. Assieme hanno due figlie nate nel 2011 e nel 2014.

## Filmografia

### Cinema
- Carts (2007)
- American Pie Presents: Beta House (2007)
- Kissing Cousins (2008)
- Falsely Accused (2016)

### Televisione
- Ed - serie TV, 1 episodio (2003)
- Veronica Mars - serie TV, 2 episodi (2005, 2006)
- General Hospital - soap opera (2006-in corso)
- A proposito di Brian - serie TV, 1 episodio (2006)
- General Hospital: Night Shift - soap opera (2007)
- NCIS - Unità anticrimine - serie TV, 1 episodio (2008)
- Perception - serie TV, 1 episodio (2012)
- NCIS: Los Angeles - serie TV, 1 episodio (2013)
- Castle - serie TV, 1 episodio (2014)
- Minority Report – serie TV, 1 episodio (2015)
- Homeland - Caccia alla spia – serie TV, 2 episodi (2017)